# Municipio de Addison (Pensilvania)
El municipio de Addison (en inglés: Addison Township) es un municipio ubicado en el condado de Somerset en el estado estadounidense de Pensilvania. En el año 2000 tenía una población de 1.718 habitantes y una densidad poblacional de 11 personas por km².

## Geografía
El municipio de Addison se encuentra ubicado en las coordenadas 39°46′00″N 79°17′59″O / 39.76667, -79.29972.

## Demografía
Según la Oficina del Censo en 2000 los ingresos medios por hogar en la localidad eran de $30,357 y los ingresos medios por familia eran $36,071. Los hombres tenían unos ingresos medios de $29,917 frente a los $19,716 para las mujeres. La renta per cápita para la localidad era de $16,706. Alrededor del 11,9% de la población estaban por debajo del umbral de pobreza.